# Marbeck (Itter)
Die Marbeck ist ein 7,5 km langer linker bzw. nördlicher Zufluss der Itter im Landkreis Waldeck-Frankenberg in Nordhessen (Deutschland).
Anfang des 18. Jahrhunderts wurden im Auftrag der Landgrafen von Hessen-Darmstadt an der Itter, der Marbeck und dem Wennebach letztlich unergiebige Goldwäschereien betrieben.

## Verlauf
Die Marbeck entspringt in den Ostausläufern des sauerländischen Teils vom Rheinischen Schiefergebirge. Ihre Quelle liegt im Südostteil des Naturparks Diemelsee rund 1 km westnordwestlich vom Korbacher Stadtteil Lengefeld in einem Waldgebiet östlich des Wipperbergs (529,4 m ü. NHN) auf rund 470 m Höhe.
Die Marbeck fließt überwiegend nach Südosten und verläuft etwas unterhalb ihres Ursprungs südlich am Dorf Lengefeld und nördlich am Eisenberg (562 m) vorbei und verlässt dabei den Naturpark. Fortan fließt der Bach über die Waldecker Tafel und unterquert dabei die Landesstraßen 3083 (Lengefeld−Eppe) und 3076 (Korbach−Nordenbeck) sowie die beide Straßen verbindende Kreisstraße 57.
Schließlich mündet die Marbeck unmittelbar oberhalb bzw. westlich des Vöhler Dorfs Dorfitter auf etwa 335 m Höhe in den Eder-Zufluss Itter.